# UQCC3
UQCC3 (англ. Ubiquinol-cytochrome c reductase complex assembly factor 3) – білок, який кодується однойменним геном, розташованим у людей на 11-й хромосомі. Довжина поліпептидного ланцюга білка становить 93 амінокислот, а молекулярна маса — 10 081.
| 10         |  | 20         |  | 30         |  | 40         |  | 50         |
| ---------- |  | ---------- |  | ---------- |  | ---------- |  | ---------- |
| MDSLRKMLIS |  | VAMLGAGAGV |  | GYALLVIVTP |  | GERRKQEMLK |  | EMPLQDPRSR |
| EEAARTQQLL |  | LATLQEAATT |  | QENVAWRKNW |  | MVGGEGGAGG |  | RSP        |

A: Аланін

D: Аспарагінова кислота

E: Глутамінова кислота

G: Гліцин

I: Ізолейцин

K: Лізин

L: Лейцин

M: Метіонін

N: Аспарагін

P: Пролін

Q: Глутамін

R: Аргінін

S: Серин

T: Треонін

V: Валін

W: Триптофан

Задіяний у такому біологічному процесі, як синтез АТФ. 
Локалізований у мембрані, мітохондрії, внутрішній мембрані мітохондрії.